# Mar da China Meridional
(en) South China Sea
(en) Nan Hai
(en) East Vietnamese Sea

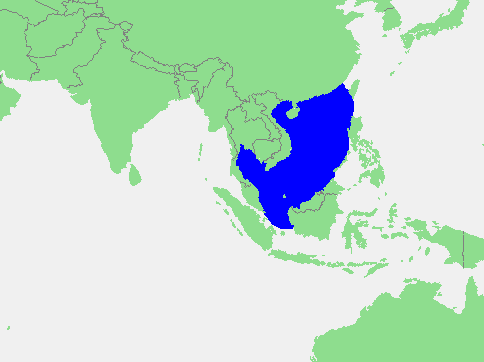
Mar da China Meridional

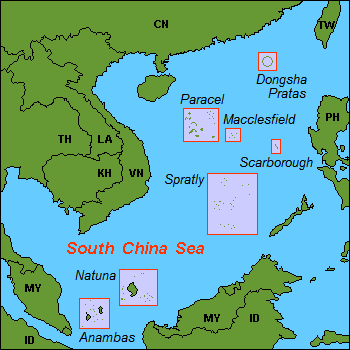
Localização dos arquipélagos principais no mar da China Meridional.

O mar da China Meridional ou mar do Sul da China (em inglês: South China Sea; em pinyin: Nan Hai) é um mar marginal e semifechado parte do oceano Pacífico, que compreende a área que vai desde Singapura até ao estreito de Taiwan, em um total de cerca de 3 500 000 km². As minúsculas ilhas do Mar da China Meridional formam um arquipélago de centenas de ilhotas. Possui mais de 15 mil ilhas, atóis, cais, bancos de areia, recifes e baixios. Na maioria desocupados.
Várias nações, em especial as Filipinas, levantam objecções ao nome mar da China Meridional com o argumento de que ele implica a soberania chinesa sobre o mar, que é por disputada esses países. Assim, o governo do país passou a chamá-lo exclusivamente de Mar das Filipinas do Oeste ou apenas Mar das Filipinas.
Algumas nomenclaturas usam a expressão "Mar do Sul da China" para se referir a esta parte asiática do oceano Pacífico.

## História
Seu nome se origina nas expedições coloniais européias, principalmente portuguesas, em busca de controlar as rotas comerciais na região. Na cultura chinesa, o termo usado era 'Mar Meridional', já no período da Dinastia Zhou. No período de 771-476 a.C. o termo 'Mar do Sul' era usado para descrever as experidções ao Estado de Chu. Nas Filipinas é historicamente conhecido como Mar das Filipinas. Já no Vietnã é chamado de Mar do Leste.

### Exploração de recursos naturais
Vietnã, Malásia e Brunei sustentaram de início os maiores esforços de exploração de petróleo na região. A china, porém, tem tomado seu lugar como maior exploradora de combustiveis fósseis no mar.

### Rotas comercial
A região possui algumas da rotas mais importantes do comércio global. Mais da metade da frota do comércio maritimo passa pelos estreitos de Málaca, Sunda e Lombok. Praticamente um terço do petróleo não refinado global depende dessa rota, como também mais da metade da produção global de gás natural liquefeito.

## Geografia
O International Hydrographic Bureau define este mar como estendendo-se numa direcção sudoeste-nordeste, limitado a sul pelo paralelo 3 S entre o sul de Samatra e Calimantã (estreito de Carimata), e limitado a norte pelo estreito de Taiwan entre a parte norte de Taiwan até à costa de Fuquiém na China continental. O golfo da Tailândia cobre a parte ocidental do mar da China Meridional.
Estados e territórios banhados pelo mar da China Meridional são a República Popular da China, Hong Kong, Macau, República da China (Taiwan), Filipinas, Malásia, Brunei, Indonésia, Singapura, Tailândia, Camboja e Vietname.

### Geologia
Geologicamente é uma porção alagada da plataforma continental asiática, formado há cerca de 45 milhões de anos. Recebe sendimentos de rios da região, principalmente o Mekong, Pérola e o Rio Vermelho, o que origina os depósitos de gás natural e petróleo em seu leito.

### Ilhas
Neste mar há diversos arquipélagos e muitas das ilhas pertencem ao arquipélago das ilhas Spratly, espalhadas por uma área de 810 por 900 km com 175 ilhas, sendo a maior Taiping (Itu Aba) com 1,3 km de comprimento e 3,8 m de altitude máxima.

### Rios
Entre os rios que desaguam neste mar encontram-se:
- Rio das Pérolas
- Rio Min
- Rio Jiulong
- Rio Mekong

## Disputa territorial
O mar da China Meridional tem sido objeto de reivindicações de posse desde a Linha das nove raias elaborada pela Republica da China pré-revolucionária, no governo do Kuomintang, sob o auxílio técnico dos Estados Unidos da América - reivindicava assim a soberania das ilhas de Paracels, Pratas e Spratly. A disputa, porém, tem se intensificado a partir do governo de Xi Jinping, incluindo reivindicações contraditórias por parte da Brunei, República Popular da China, República da China, Malásia, Filipinas e Vietnã. Tem sido motivo de uma crescente tensão regional, com manobras militares marititimas rotineiras buscando afirmar a soberania sobre a região, principalmente por parte da República Popular da China. A disputa também é parte de um quadro global de disputa pela hegemônia entre a China e Estados Unidos da América.